# Allen Rocks
Die Allen Rocks sind eine kleine Felsformation auf der antarktischen Ross-Insel. Sie ragen 3,6 km ostnordöstlich des Slattery Peak in den Kyle Hills auf. Die Formation enthält einen Nunatak in der Form des Buchstaben A. Der Nunatak wird mit Ausnahme seiner Südseite von einem Bergrücken flankiert.
Das Advisory Committee on Antarctic Names benannte die Formation im Jahr 2000 nach Robert J. Allen Jr., zwischen 1950 und 1979 Kartograf mit dem Spezialgebiet Antarktis und späterer Berater des United States Geological Survey, der zwischen 1950 und 2000 maßgeblich an der Erstellung des Kartenwerks des Survey zur Antarktis beteiligt war.